# Idioma bariba
El idioma Bariba (autoglotónimo: baatɔnum) es una lengua nigerocongolesa perteneciente al subgrupo sabánico de las lenguas atlántico-congolesas. Se habla en el norte de Benín y en zonas fronterizas de Nigeria. Es la lengua propia de la etnia bariba y fue la lengua oficial de la región histórica de Borgu.
Geográficamente, en Benín el idioma se habla de forma habitual y mayoritaria en las ciudades de Nikki, Parakou, Kandi y Natitingou, así como en numerosas áreas de los alrededores. Es hablada por el 13% de la población de Benín, siendo la tercera lengua autóctona más numerosa del país tras el fon y el yoruba, y la más hablada en el norte. En Nigeria, se concentra principalmente en la zona fronteriza del Estado de Kwara. En 1995, se estimaba su número total de hablantes nativos en 560 000.
Es una lengua tonal que distingue siete clases de sustantivos y cinco conjugaciones para los verbos, los cuales distinguen siete aspectos.

## Escritura
| mayúsculas | A | B | D | E | Ɛ | F | G | GB | I | K | KP | L | M | N | O | Ɔ | P | R | S | T | U | W | Y |
| minúsculas | a | b | d | e | ɛ | f | g | gb | i | k | kp | l | m | n | o | ɔ | p | r | s | t | u | w | y |

## Numerales
| 1  | tiā        |
| 2  | yìru       |
| 3  | yìta       |
| 4  | ǹnɛ        |
| 5  | nɔ̄ɔ̄bù      |
| 6  | nɔ̄ɔ̄bâ tiā  |
| 7  | nɔ̄ɔ̄bá yìru |
| 8  | nɔ̄ɔ̄bá yìta |
| 9  | nɔ̄ɔ̄bá ǹnɛ  |
| 10 | ɔkuru      |
| 20 | yɛndu      |
| 30 | tɛ̀nā       |